# Jeruzalemsynagoge

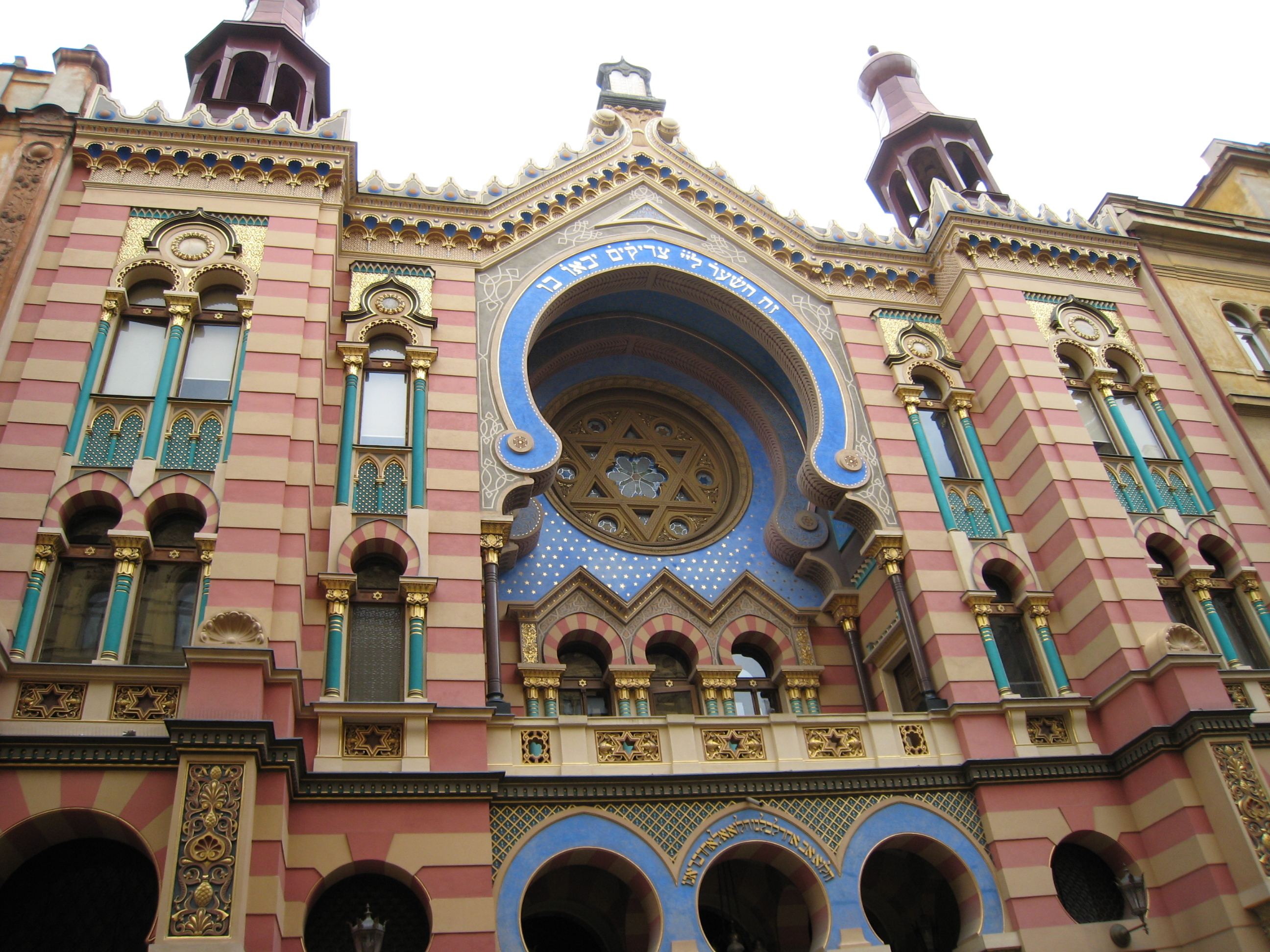
De Jeruzalemsynagoge

De Jeruzalemsynagoge (Tsjechisch: Jeruzalémská synagoga, ook Jubileumsynagoge, Jubilejní synagoga) is een synagoge in de Tsjechische hoofdstad Praag. Het gebouw, gelegen in de Nieuwe Stad, werd op 16 september 1906 geopend.

## Geschiedenis
In 1898 werd in Praag de Vereniging voor de Bouw van een Nieuwe Synagoge opgericht. Het doel van deze vereniging was het zorgen voor een vervangende synagoge van drie synagoges in de joodse wijk Josefov. Deze drie gebouwen, de Zigeunersynagoge, de Nieuwe Synagoge en de Groothofsynagoge, waren gesloopt vanwege de renovering van Josefov. In januari 1899 koos de vereniging een oud huis in de Jeruzalemstraat (Jerusalemská) als de locatie voor het nieuwe gebouw. Nadat verschillende ontwerpen voor de synagoge waren afgekeurd werd in 1903 het ontwerp van de Oostenrijkse architect Wilhelm Stiassny goedgekeurd. Vanaf 1905 werd aan het gebouw gebouwd en op 16 september 1906, tijdens het feest Simchat Thora, werd het geopend. Tussen 1992 en 1997 is er gewerkt aan een renovatie van het gebouw.